# Saint-Langis-lès-Mortagne
 Saint-Langis-lès-Mortagne  es una población y comuna francesa, situada en la región de Baja Normandía, departamento de Orne, en el distrito de Mortagne-au-Perche y cantón de Mortagne-au-Perche.

## Demografía
| 534 | 610 | 915 | 828 | 888 | 876 |
| Para los censos de 1962 a 1999 la población legal corresponde a la población sin duplicidades (Fuente: INSEE [Consultar]) |     |     |     |     |     |